# The Kick Inside
| Críticas profissionais                                                      | Críticas profissionais |
| Avaliações da crítica                                                       | Avaliações da crítica  |
| Fonte                                                                       | Avaliação              |
| --------------------------------------------------------------------------- | ---------------------- |
| About.com                                                                   | link                   |
| allmusic                                                                    | link                   |
| BBC Music                                                                   | (muito favorável) link |
| Esta tabela precisa de ser acompanhada por texto em prosa. Consulte o guia. |                        |

The Kick Inside é o álbum de estreia da cantora e compositora inglesa Kate Bush, lançado em 1978.
O álbum alcançou a posição número três nas paradas do Reino Unido e recebeu a certificação de platina pela British Phonographic Industry por vendas superiores a 300.000.
A faixa "Strange Phenomena" foi lançada no Brasil exclusivamente como single em 1979.

## Faixas
Todas as faixas escritas e compostas por Kate Bush. 
| N.º            | Título                               | Duração |  |
| 1.             | "Moving"                             | 3:01    |  |
| 2.             | "The Saxophone Song"                 | 3:51    |  |
| 3.             | "Strange Phenomena"                  | 2:57    |  |
| 4.             | "Kite"                               | 2:56    |  |
| 5.             | "The Man with the Child in His Eyes" | 2:39    |  |
| 6.             | "Wuthering Heights"                  | 4:28    |  |
| 7.             | "James and the Cold Gun"             | 3:34    |  |
| 8.             | "Feel It"                            | 3:02    |  |
| 9.             | "Oh to Be in Love"                   | 3:18    |  |
| 10.            | "L'Amour Looks Something like You"   | 2:27    |  |
| 11.            | "Them Heavy People"                  | 3:04    |  |
| 12.            | "Room for the Life"                  | 4:03    |  |
| 13.            | "The Kick Inside"                    | 3:30    |  |
| Duração total: | Duração total:                       | 43:13   |  |

## Desempenho nas paradas musicais
| Parada musical (1978)              | Melhor posição |
| ---------------------------------- | -------------- |
| Noruega — Norwegian Albums Chart   | 4              |
| Nova Zelândia — RIANZ              | 2              |
| Países Baixos — Holanda MegaCharts | 1              |
| Reino Unido — UK Albums Chart      | 3              |
| Suécia — Sverigetopplistan         | 8              |

## Créditos
- Kate Bush - piano, composição, teclado, vocais, vocais de fundo
- Ian Bairnson - guitarra, vocais, vocais de fundo, garrafa
- Paul Keogh - guitarra
- Alan Parker - guitarra
- Paddy Bush - harmónica, bandolim, vocais
- Duncan Mackay - órgão, sintetizador, teclado, piano elétrico, clavinet
- Andrew Powell - sintetizador, teclado, piano elétrico, produção
- Alan Skidmore - saxofone
- David Paton - baixo, vocais de fundo
- Bruce Lynch - baixo
- Barry DeSouza - bateria
- Stuart Elliott - bateria
- Morris Pert - percussão
- David Katz - violino, orquestração
- Jon Kelly - engenheiro de gravação
- David Gilmour - produtor executivo nas faixas "The Man with the Child in His Eyes" e "The Saxophone Song"
- Wally Traugott - masterização